# Candi Rejo (Semin)
Candi Rejo is een bestuurslaag in het regentschap Gunung Kidul van de provincie Jogjakarta, Indonesië. Candi Rejo telt 6821 inwoners (volkstelling 2010).